# Nad Mraznicou
Nad Mraznicou (1161 m) – szczyt w „turczańskiej” części Wielkiej Fatry na Słowacji. Wznosi się w północno-północno-wschodnim grzbiecie szczytu Chládkove úplazy (1228 m) oddzielającym dolinę Selenec od jej odgałęzienia – Tmavej doliny.
Jest to mało wybitne wzniesienie na grzbiecie. Zbudowane jest ze skał wapiennych i porośnięte lasem z licznymi skalnymi odsłonięciami. Nie prowadzi przez niego żaden szlak turystyczny. Znajduje się na obszarze Parku Narodowego Wielka Fatra i jest objęte dodatkową ochroną – wchodzi w skład rezerwatu przyrody Tlstá. 